# Claus Buhr
Claus Buhr (født 1972 i Aarhus) er dansk journalist, der fra 1. april 2015 er kommunikationsmedarbejder ved Københavns Vestegns Politi.
Har tidligere været retskorrespondent hos DR Nyheder og tidlig studievært på TV Avisen.
Buhr, som blev student fra Midtfyns Gymnasium i 1991, blev optaget på Danmarks Journalisthøjskole i 1991 og det var under hans praktiktid på Ekstra Bladet, han fik sin debut som kriminalreporter, idet han dækkede 18. maj-urolighederne i 1993 på Nørrebro. Har siden dækket de fleste større gadekampe og drabssager i Danmark og har siden 2005 i sit journalistiske virke specialiseret sig i dækning af terrorsager i ind- og udland – her i blandt de danske terrorretssager fra anholdelse til dom samt terrorhandlingen i London 2005 og terrorangrebene i Norge 22. juli 2011. Blev i 2012 DR Nyheders retskorrespondent og blev indtil jobskiftet brugt som Danmarks Radios ekspert i terrorsager og retsstof generelt. Buhr har arbejdet for Ekstra Bladet, TV/Midt-Vest, KNR i Grønland og DR.

## Bøger
I 2006 skrev han sammen med Helle Sønderby bogen Bror, hvad er det du gør? om æresdrabet på Ghazala Khan. 
I 2008 skrev han i samarbejde med den prisbelønnede fotograf Bjarke Ørsted bogen Gården – Politigården i København. Ørsted og Buhr havde som de første pressefolk nogensinde fået fuldstændig fri og uledsaget adgang til Københavns Politigård og beskrev blandt andet politiets hemmelig planlægning op til rydningen af Ungdomshuset.
I 2012 skrev han sammen med Vicki Therkildsen bogen Sagen om Amagermanden, som blandt andet kritiserede politiets efterforskning mod Marcel Lychau Hansen. I følge forfatterne havde politiet mulighed for at stoppe Lychau Hansen mindst tre gange - i 1987, i 1990 og i 2005 - før han til sidst blev anholdt i 2010